# Danh sách thiên hà vệ tinh của Thiên hà Tiên Nữ

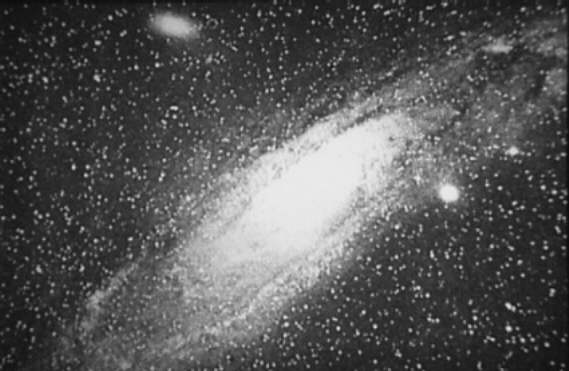
Thiên hà Andromeda với M110 ở phía trên bên trái và M32 ở bên phải lõi.

Thiên hà Andromeda (M31) có các thiên hà vệ tinh giống như Ngân Hà. Quỹ đạo M31 có ít nhất 13 thiên hà lùn: sáng nhất và lớn nhất là M110 có thể nhìn thấy bằng kính viễn vọng cơ bản. Sáng thứ hai và gần nhất với M31 là M32. Các thiên hà khác mờ hơn và hầu hết chỉ được phát hiện từ những năm 1970.
Vào ngày 11 tháng 1 năm 2006, có thông báo rằng các thiên hà đồng hành mờ nhạt của Andromeda nằm trên hoặc gần một mặt phẳng duy nhất chạy qua trung tâm của thiên hà Andromeda. Tình trạng bố trí bất ngờ này rõ ràng không giống với các hiểu biết trước đó về các mô hình hình thành thiên hà hiện tại. Mặt phẳng của các thiên hà vệ tinh chỉ về phía một nhóm thiên hà gần đó (Nhóm M81), có thể theo dõi sự phân bố quy mô lớn của vật chất tối.

## Danh sách đã biết
Các thiên hà vệ tinh của Andromeda được liệt kê ở đây theo khám phá (khoảng cách quỹ đạo không rõ). Andromeda IV không được đưa vào danh sách, vì nó được phát hiện là gấp khoảng 10 lần so với Andromeda từ Dải Ngân hà vào năm 2014, và do đó, nó là một thiên hà hoàn toàn không liên quan.
| Tên                                           | Loại    | Khoảng cách từ mặt trời (triệu năm ánh sáng) | Quyền thăng thiên** | Suy giảm**      | Cấp sao tuyệt đối | Cấp sao biểu kiến | Tỷ lệ khối lượng ánh sáng | Năm phát hiện | Ghi chú                                                            |
| --------------------------------------------- | ------- | -------------------------------------------- | ------------------- | --------------- | ----------------- | ----------------- | ------------------------- | ------------- | ------------------------------------------------------------------ |
| M32                                           | dE2     | 2.48                                         | 00h 42m 41.877s     | +40° 51′ 54.71″ |                   | +9.2              |                           | 1749          |                                                                    |
| M110                                          | dE6     | 2.69                                         | 00h 40m 22.054s     | +41° 41′ 08.04″ |                   | +9.4              |                           | 1773          |                                                                    |
| NGC 185                                       | dE5     | 2.01                                         | 00h 38m 57.523s     | +48° 20′ 14.86″ |                   | +11               |                           | 1787          |                                                                    |
| NGC 147                                       | dE5     | 2.2                                          | 00h 33m 12.131s     | +48° 30′ 32.82″ |                   | +12               |                           | 1829          |                                                                    |
| Andromeda I                                   | dSph    | 2.43                                         | 00h 45m 39.264s     | +38° 02′ 35.17″ | -11.8             | +13.2             | 31 ± 6                    | 1970          |                                                                    |
| Andromeda II                                  | dSph    | 2.13                                         | 01h 16m 28.136s     | +33° 25′ 50.36″ | -12.6             | +13               | 13 ± 3                    | 1970          |                                                                    |
| Andromeda III                                 | dSph    | 2.44                                         | 00h 35m 31.777s     | +36° 30′ 04.19″ | -10.2             | +10.3             | 19 ± 12                   | 1970          |                                                                    |
| Andromeda V                                   | dSph    | 2.52                                         | 01h 10m 16.952s     | +47° 37′ 40.12″ | -9.6              | +15.4             | 78 ± 50                   | 1998          |                                                                    |
| Pegasus Dwarf Spheroidal (Andromeda VI)       | dSph    | 2.55                                         | 23h 51m 46.516s     | +24° 34′ 55.69″ | -11.5             | +14.5             | 12 ± 5                    | 1998          |                                                                    |
| Cassiopeia Dwarf (Andromeda VII)              | dSph    | 2.49                                         | 23h 26m 33.321s     | +50° 40′ 49.98″ | -13.3             | +12.9             | 7.1 ± 2.8                 | 1998          |                                                                    |
| Andromeda VIII                                | dSph    | 2.7                                          | 00h 42m 06s         | +40° 37′ 00″    |                   | +9.1              |                           | 2003          |                                                                    |
| Andromeda IX                                  | dSph    | 2.5                                          | 00h 52m 52.493s     | +43° 11′ 55.66″ | -8.3              | +16.2             |                           | 2004          |                                                                    |
| Andromeda X                                   | dSph    | 2.9                                          | 01h 06m 34.740s     | +44° 48′ 23.31″ | -8.1              | +16.2             | 63 ± 40                   | 2005          |                                                                    |
| Andromeda XI                                  | dSph    |                                              | 00h 46m 20s         | +33° 48′ 05″    | -7.3              |                   |                           | 2006          |                                                                    |
| Andromeda XII                                 | dSph    |                                              | 00h 47m 27s         | +33° 22′ 29″    | -6.4              |                   |                           | 2006          |                                                                    |
| Andromeda XIII                                | dSph    |                                              | 00h 51m 49.555s     | +33° 00′ 31.40″ | -6.9              |                   |                           | 2006          |                                                                    |
| Andromeda XIV                                 | dSph    |                                              | 00h 41m 35.219s     | +29° 41′ 45.87″ | -8.3              |                   | 102 ± 71                  | 2007          |                                                                    |
| Andromeda XV                                  | dSph    |                                              | 01h 14m 18.7s       | +38° 07′ 02.9″  | -9.4              |                   |                           | 2007          |                                                                    |
| Andromeda XVI                                 | dSph    |                                              | 00h 59m 29.843s     | +32° 22′ 27.96″ | -9.2              |                   |                           | 2007          |                                                                    |
| Andromeda XVII                                | dSph    |                                              | 00h 37m 07s         | +44° 19′ 20″    | -8.5              |                   |                           | 2008          |                                                                    |
| Andromeda XVIII                               | dSph/Sm |                                              | 00h 02m 15.184s     | +45° 05′ 19.78″ |                   |                   |                           | 2008          |                                                                    |
| Andromeda XIX                                 | dSph    |                                              | 00h 19m 32.1s       | +35° 02′ 37.1″  | -9.3              |                   |                           | 2008          |                                                                    |
| Andromeda XX                                  | dSph    |                                              | 00h 07m 30.530s     | +35° 07′ 45.94″ | -6.3              |                   |                           | 2008          |                                                                    |
| Andromeda XXI                                 | dSph    |                                              | 23h 54m 47.7s       | +42° 28′ 15″    | -9.9              |                   |                           | 2009          |                                                                    |
| Andromeda XXII                                | dSph    |                                              | 00h 27m 40s         | +28° 05′ 25″    | -7.0              |                   |                           | 2009          |                                                                    |
| Andromeda XXIII                               | dIrr    |                                              | 01h 29m 21.944s     | +38° 43′ 05.97″ |                   |                   |                           | 2011          |                                                                    |
| Andromeda XXIV                                |         |                                              | 01h 18m 30s         | +46° 21′ 58″    |                   |                   |                           | 2011          |                                                                    |
| Andromeda XXV                                 |         |                                              | 00h 30m 08.9s       | +46° 51′ 07″    |                   |                   |                           | 2011          |                                                                    |
| Andromeda XXVI                                |         |                                              | 00h 23m 45.6s       | +47° 54′ 58″    |                   |                   |                           | 2011          |                                                                    |
| Andromeda XXVII                               |         |                                              | 00h 37m 27.1s       | +45° 23′ 13″    |                   |                   |                           | 2011          |                                                                    |
| Andromeda XXVIII                              | dSph    |                                              | 22h 32m 41.449s     | +31° 12′ 59.10″ |                   |                   |                           | 2011          |                                                                    |
| Andromeda XXIX                                | dIrr    |                                              | 23h 58m 55.440s     | +30° 45′ 22.09″ |                   |                   |                           | 2011          |                                                                    |
| Tidal Stream Northwest (Tidal Stream E and F) |         |                                              | 00h 20m 00s         | +46° 00′ 00″    |                   |                   |                           | 2009          |                                                                    |
| Tidal Stream Southwest                        |         |                                              | 00h 30m 00s         | +37° 30′ 00″    |                   |                   |                           | 2009          |                                                                    |
| Triangulum Galaxy* (M33)                      | SA(s)cd | 2.59                                         | 01h 33m 50.883s     | +30° 39′ 36.54″ |                   | +6.27             |                           | 1654?         | Khoảng cách chính xác và mối quan hệ với Andromeda không chắc chắn |

* Không rõ liệu nó có phải là thiên hà đồng hành của Thiên hà Andromeda hay không.
** Giá trị RA/DEC được đánh dấu in nghiêng là ước tính sơ bộ.